# 欧雷勒
欧雷勒（法語：Aurel，法語發音：[oʁɛl]）是法国普罗旺斯-阿尔卑斯-蓝色海岸大区沃克吕兹省的一个市镇，属于卡庞特拉区。

## 地理
欧雷勒（44°7'46"N, 5°25'42"E）面积28.9 平方千米，位于法国普罗旺斯-阿尔卑斯-蓝色海岸大区沃克吕兹省，该省份为法国东南部内陆省份，北起德龙省，西北接阿尔代什省，西接加尔省，南至罗讷河口省，东南角与瓦尔省接壤，东临上普罗旺斯阿尔卑斯省。
与欧雷勒接壤的市镇（或旧市镇、城区）包括：费拉西耶尔、蒙布兰莱班、雷亚内特、布朗特、圣特里尼、索村、萨瓦扬。

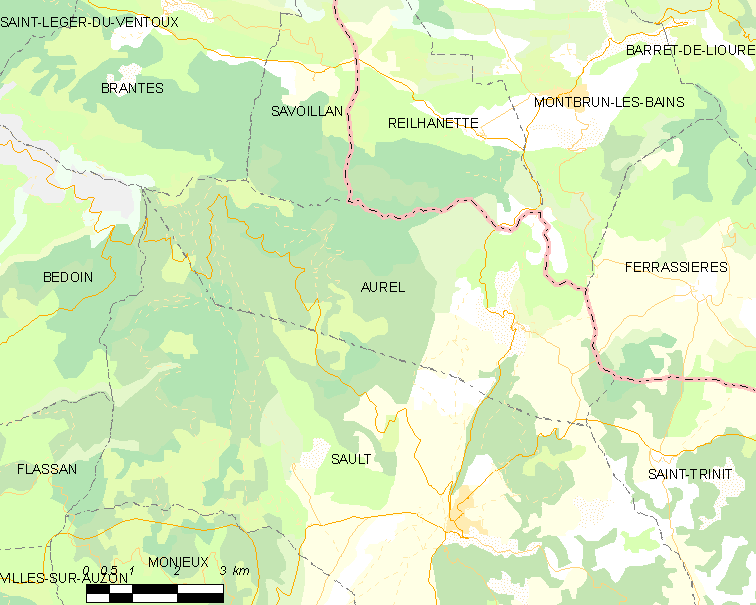
欧雷勒的OSM定位图

欧雷勒的时区为UTC+01:00、UTC+02:00（夏令时）。

## 行政
欧雷勒的邮政编码为84390，INSEE市镇编码为84005。

## 政治
欧雷勒所属的省级选区为佩尔讷莱方丹县。

## 人口

1962-2008年间欧雷勒人口变化图示

欧雷勒于2022年1月1日时的人口数量为186人。